# Росауер-Ленде (станція метро)
48°13′18″ пн. ш. 16°22′03″ сх. д. / 48.221730555556° пн. ш. 16.367619444444° сх. д.
«Росауер-Ленде» (нім. Roßauer Lände) — пересадочна станція Віденського метрополітену, розміщена на лінії U4 між станціями «Шоттен-ринг» і «Фриденсбрюке».
Відкрита 15 серпня 1978 року (до цього з 6 серпня 1901 року була частиною штадтбану).

## Назва

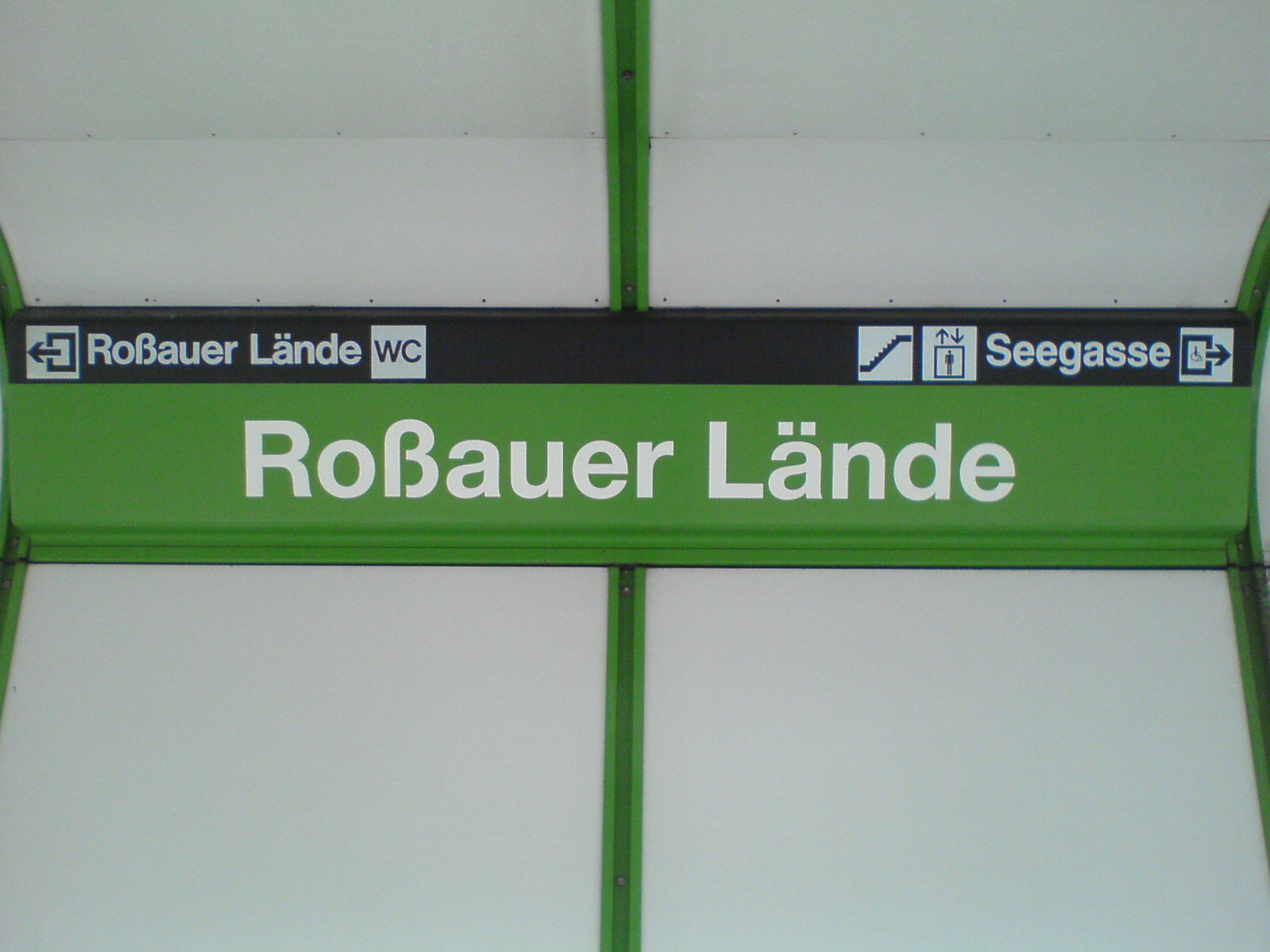
Назва станції на колійній стіні

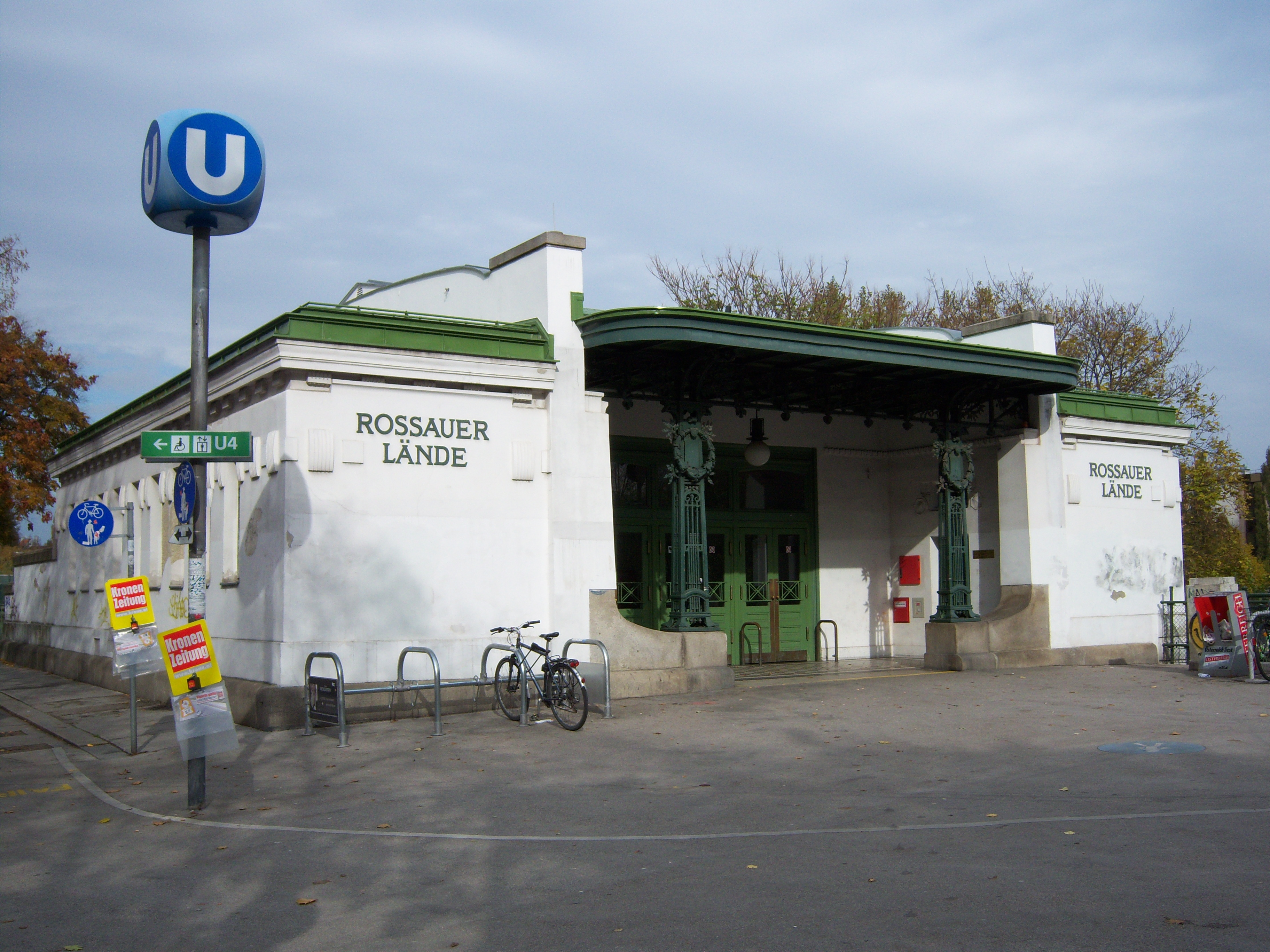
Назва на фасаді будівлі станції

Назва станції німецькою мовою записується в старій орфографії — Roßauer Lände (з використанням літери ß), при цьому назви вулиці, яка дала їй назву, і місцевості Россау, яка дала назву вулиці, з 1999 року офіційно записуються в новій орфографії — Rossauer Lände і Rossau. При записі великими літерами назва може записуватися з двома S замість ß, зокрема так записана назва на фасаді будівлі станції.